# Los atracadores
Los atracadores es una película española de 1962 dirigida por Francisco Rovira Beleta.

## Sinopsis
La historia de tres jóvenes de distintas clases sociales «Chico» Ramón, trabajador de una fábrica y futbolista amateur; Carmelo «Compare Cachas», un marginal rechazado por su entorno; y Vidal Ayuste, «el Señorito», un estudiante de Derecho perteneciente a una familia acomodada. Sus andanzas tienen como escenario la ciudad de Barcelona y se divierten asaltando farmacias. Al robar la recaudación de un cine cometen su primer asesinato y entonces, ya no podrán detener una carrera criminal que terminará trágicamente.

## Reparto
- Pierre Brice como Vidal Ayuste El Señorito
- Manuel Gil como Ramón Orea Bellido 'Chico'
- Julián Mateos como Carmelo Barrachina 'Compadre'
- Agnès Spaak como Isabel
- Antonia Oyamburu
- Rosa Fúster
- Carlos Ibarzábal
- Alejo del Peral
- Mariano Martín
- Carmen Pradillo
- Carlos Miguel Solá
- Camino Delgado
- Ana Morera
- Gustavo Re como Cómplice del mago que acosa a Isabel
- Joaquín Ferré
- Enrique Guitart como Abogado
- María Asquerino como Asunción

## Producción
Los atracadores es una película que representa un alegato contra la pena de muerte y una denuncia del apoyo social que se le da a la violencia y a las armas. De modo que presenta a unos jóvenes que se sienten desencantados de la vida por diversos motivos y ven en la violencia y en el poder de las armas una manera de creerse importantes. Unos planteamientos que siguen en actualidad. En las interpretaciones destaca un joven Julián Mateos que cosechó una gran éxito de crítica.

## Premios
Fue galardonada con el Premio Sant Jordi a la mejor película española.